# أبو الخير الصفار
أبو الخير محمد بن أبي عمران موسى بن عبد الله المروزي الصفار أحد رواة الحديث النبوي، وآخر من روى صحيح البخاري عاليًا في زمانه.

## روايته للحديث النبوي
حدث بصحيح البخاري عن الكشميهني، وروى عنه: أبو بكر محمد بن منصور السمعاني، وأبوه، وأبو بكر محمد بن إسماعيل المروزي، وأبو جعفر الهمذاني، وأبو الفتح محمد بن عبد الرحمن الكشميهني الخطيب وعدة.
قال ابن طاهر المقدسي: «سمعت عبد الله بن أحمد السمرقندي يقول لم يصح لهذا الرجل من أبي الهيثم سماع، وإنما وافق الاسم اسم آخر، وقد حمل إلى الوزير نظام الملك ليقرأ عليه عنده، فقرئ عليه بعضه، ورمته البغلة فمات، ولم يكمل، قال وقد رأيت أهل مرو يضحكون إذا قيل إن أبا الخير بن أبي عمران هذا سمع من الكشميهني، ويشيرون إلى أن هذا غير ذاك الذي سمع». قال أبو سعد السمعاني: «كان شيخا صالحا، سديد السيرة، حدث بالصحيح، وببعض جامع أبي عيسى، عن أحمد بن محمد بن سراج الطحان، وعمر، وصار شيخ عصره، تكلم بعضهم في سماعه، وليس بشيء، أنا رأيت سماعه في القدر الموجود من أصل أبي الهيثم، وأثنى عليه والدي». قال الأمير ابن ماكولا: «سألت أبا الخير، فقال لي كان لي وقت ما سمعت الصحيح عشر سنين... قال وسمع في سنة ثمان وثمانين وثلاثمائة».

## وفاته
توفي في رمضان سنة 471 هـ عن نيف وتسعين سنة.